# Carl Albert Andersen
Carl Albert Andersen detto Flisa (Østre Aker, 15 agosto 1876 – Oslo, 28 settembre 1951) è stato un ginnasta, astista e altista norvegese.
Ha partecipato ai giochi olimpici di Parigi del 1900, vincendo una medaglia di bronzo nel salto con l'asta, e partecipando alla gara del salto in alto e classificandosi al quarto posto.
Nella edizione dei giochi olimpici intermedi di Atene del 1906, ha vinto una medaglia d'oro nel concorso a squadre della ginnastica, partecipando anche alla gara individuale sui 5 concorsi.
Nella successiva edizione di Londra del 1908 raggiunge l'argento ancora nella ginnastica a squadre.

## Palmarès
In carriera ha conseguito i seguenti risultati:
- Giochi olimpici

Parigi 1900: bronzo nel salto con l'asta.
Atene 1906: oro nella ginnastica a squadre.
Londra 1908: argento nella ginnastica a squadre.